# MEZO
Volley MEZO is een volleybalclub uit het Belgische Zottegem.
Het volleybal in Zottegem ontstond in de jaren 60 met verschillende clubs (Egmont Zottegem, De Meteors Erwetegem, De Gazellen Grotenberge, The Black Boys Sint-Maria-Oudenhove, later DVC en HVC Zottegem). In 1967 werd een recreatieve volleybalcompetitie Zuid-Oost-Vlaanderen opgericht. In de jaren 70 en 80 stootten de dames- en herenploeg door naar tweede nationale. In 1991 stopte volleybalclub VK Aalst en fuseerde administratief met HVC Zottegem. Zo promoveerde de club naar 3de divisie. In 1992 werd HVC omgedoopt naar Hizo Zottegem, na een fusie met de volleybalclub uit Hillegem. Vanaf 2000 gingen de twee overgebleven Zottegemse clubs, Hizo en De Meteors Erwetegem, steeds meer samenwerken. Ze fuseerden in 2009 tot Volley MEZO. De club speelt in de Bevegemse Vijvers en in de sporthal aan de Smissenhoek in Erwetegem.
In 2024 fuseerden Volley Mezo uit Zottegem en de jeugdploegen van Saturnus Michelbeke tot Vlaamse Ardennen Volley Michelbeke – Zottegem (VLAVO). 